# GTKWave
GTKWave (від GTK+ та англ. waveform) — програма перегляду часових діаграм (графіків) сигналів, отриманих в результаті цифрового моделювання, наприклад, результатів симуляції проектів на Verilog та VHDL.
Програма є вільною й розповсюджується під ліцензією GPL. Програму було розроблено для Linux та портовано на інші операційні системи (Microsoft Windows, Mac OS X).
GTKWave написано на мові C з використанням пакету GTK+.

## Формати файлів
GTKWave підтримує наступні формати файлів:
- VCD (Value change dump[en]) — символьний формат запису результатів симуляції, запроваджений стандартом мови Verilog. Генерується симуляторами цієї мови, наприклад, вільною програмою Icarus Verilog.
- GHW (GHDL Wave File) — формат запису результатів симуляції вільним VHDL-симулятором GHDL.
- LXT, LXT2 — формати файлів зі стисненням даних, розроблені спеціально для GTKWave.